# Dikalcium-foszfát
A dikalcium-foszfát (más néven kalcium-monohidrogén-foszfát) a foszforsav kalciummal alkotott sója. Képlete: CaHPO4, de általában CaHPO4·2H2O formájában kerül forgalomba (ebből a víz hő hatására távozik). A VIII. Magyar Gyógyszerkönyvben  Calcii hydrogenophosphas dihydricus    néven hivatalos.  

## Felhasználása
Az élelmiszerekben általában keverékként (monokalcium-foszfátot, dikalcium-foszfátot és trikalcium-foszfátot egyaránt tartalmazó adalékként) E341 néven található meg. Pékárukban a sütőpor mellé adagolva erőteljesebb szén-dioxid felszabadulással jár, ezáltal térfogatnövelő és állagjavító hatása van. 
Sok élelmiszerben megtalálható. Ismert mellékhatása nincs, de a napi maximum beviteli mennyisége 70 mg/testsúlykgban van korlátozva, a benne található foszforsav miatt.
Fogkrémekben súrolószerként alkalmazzák.